# تایشانی
زبان تایشانی (چینی ساده‌شده: 台山话، چینی سنتی: 台山話، پین‌یین: Táishān huà) گویشی از زبان چینی یوئی است. این گویش به کانتونی مرتبط است و گاه بدان کانتونی نیز گفته می‌شود اما فهم متقابل کمی بین گویشوران آن برقرار است. تایشانی در بخش‌های جنوب گوانگ‌دونگ در چین، به ویژه در شهرستان تایشان واقع در کرانه غربی دلتای رود مروارید تکلم می‌شود. تایشانی زبان بیشتر مهاجران قرن ۱۹ گوانگ‌دونگ به آمریکای شمالی و جنوب‌شرق آسیا بود.